# Aantaliya
Aantaliya é uma vila no distrito de Navsari, no estado indiano do Guzerate.

## Demografia
Segundo o censo de 2001, Aantaliya tinha uma população de 4989 habitantes. Os indivíduos do sexo masculino constituem 54% da população e os do sexo feminino 46%. Aantaliya tem uma taxa de alfabetização de 76%, superior à média nacional de 59.5%; com 59% para o sexo masculino e 41% para o sexo feminino. 10% da população está abaixo dos 6 anos de idade.